# Handgiftentag
Der Handgiftentag ist ein Gedenktag, der am ersten Werktag nach Neujahr in der niedersächsischen Stadt Osnabrück begangen wird.
Die Bezeichnung „handgiften-dag“ und später „Handgiftendach“ stammt aus dem Mittelalter. Sie bezieht sich auf die Stadtverfassung von 1348, die Sate, in der es heißt:

„… ein jeder unser Börger / de eegen Roeck heft binnen Osenbrügge / ohne dejennen de in dem Raede geseten hebben / schollen alle Jar / des negesten Dages na Nyen Jar / gahn up das Huß / dar men de Scheppen kesen schall / wannehr men de Klocken lüth; we des nich en dede – den schall men panden vor dre schillinge Osenbrüggisch; alse des Stades olde Recht gewesen heft“

„Ein jeder unserer Bürger, der eine eigene Herdstelle innerhalb Osnabrücks hat, ohne diejenigen, die in dem Rat gesessen haben, soll alljährlich am Tag nach Neujahr auf das Rathaus gehen, wo man die Schöffen (Ratsherren) wählen soll, sobald die Glocke läutet. Wer das nicht tut, den soll man mit drei Schillingen Osnabrückischer Münze bestrafen, wie es der Stadt altes Recht ist.“

Die Sate wurde alljährlich am Handgiftentag vom Stadtschreiber vor der versammelten Gemeinde verlesen. Dann reichten sich die an den komplizierten jährlichen Ratswahlen beteiligten Wahlmänner zum Zeichen guter und ehrbarer Absichten gegenseitig die Hände. Eine Glocke der benachbarten Marienkirche bekundete, dass die Wahl vollzogen war.
Im Deutschen Rechtswörterbuch von 1756 heißt es:

“handgiften-dag, der tag an welchem in Osnabrück der rath alljährlich von neuem, so wie in Hildesheim, und anderwärts, gewählet wird; weil nun solches gemeiniglich der tag nach dem neujahrstage ist, und man sich bey anwünschung eines beglückten eintritts ins neue jahr die hände giebt; so mag der tag davon seinen namen haben; doch will man auch, daß an dem tage in alten zeiten die rathsherren etwas geld, oder eine gifte, gabe bekommen hätten, und dann hätte das wort einen andern ursprung”

Es widmet sich damit der Auslegung der Bezeichnung handgifte, die sowohl Handschlag („Handgeben“) als auch Geschenk („Gabe (gifte) mit der Hand“) bedeuten kann.
Auch wenn heutzutage am Handgiftentag in Osnabrück keine Ratswahlen mehr stattfinden, hat der Tag für die Stadt nach wie vor eine unverwechselbare Bedeutung. Die Stadtgeschichte wird durch Grundsatzreden fortgeschrieben und die Beteiligten besiegeln bei ihrer festlichen Zusammenkunft im historischen Friedenssaal des Rathauses mit dem traditionellen Händereichen ihre Bereitschaft, zum Wohl der Allgemeinheit tätig zu werden. Am Handgiftentag verleiht die Stadt Osnabrück auch die Justus-Möser-Medaille, die höchste Auszeichnung der Stadt, an Persönlichkeiten, die sich um das öffentliche Wohl der Stadt und der Region verdient gemacht haben.